# Jacques Bonsergent
Pour les articles homonymes, voir Bonsergent.
Jacques Marie Georges Bonsergent , né le 13 septembre 1912,,, à Foveno, dans la commune de Missiriac dans le Morbihan, et mort le 23 décembre 1940 à Paris 12e,) est un civil français fusillé pendant la Seconde Guerre mondiale.

## Biographie
Élève de l'École nationale supérieure d'arts et métiers d'Angers (promotion 1930), il participe au mouvement des Gadzarts.
On lui attribue l’un des premiers faits de résistance dans Paris, et il fut aussi le premier civil parisien fusillé durant l'occupation allemande.
Le 10 novembre 1940, il fut en effet mêlé involontairement à une bousculade au cours de laquelle un soldat allemand fut frappé. Ayant refusé de dénoncer le coupable, il fut condamné à mort et exécuté au fort de Vincennes ; il avait 28 ans. Le jugement du tribunal militaire indique que Jacques Bonsergent est domicilié à Paris, 4 boulevard de Magenta et jugé pour acte de violence contre un membre de la Wehrmacht.
C'est afin de frapper l'opinion publique française qu'il avait été décidé qu'un tribunal militaire allemand condamne à la peine capitale Jacques Bonsergent pour faire un exemple.
Faisant face au peloton d'exécution et avant de tomber sous la salve allemande, il remet à Franz Stock, l'aumônier allemand l'ayant accompagné durant sa dernière nuit, son insigne de Gadzarts.
N'ayant jamais cessé de penser à la communauté gadzarique, une de ses dernières volontés est inscrite dans une lettre adressée la veille de sa mort à son camarade de promotion Roger Abadie.

## Lettre à ses camarades
La veille de son exécution, peu de temps après avoir appris la triste nouvelle, Jacques Bonsergent écrivit une lettre à un de ses camarades de promotion. Dans ce texte, il évoque les souvenirs et les liens qui l'unissent à ses amis gadzarts et écrit ses derniers vœux pour sa famille. Sa famille a donné ce document historique, écrit au crayon dans des conditions précaires et difficile à déchiffrer, à la Société des ingénieurs Arts et Métiers qui le conserve depuis 2013 au musée national gadzarts de Liancourt,.

## Hommages

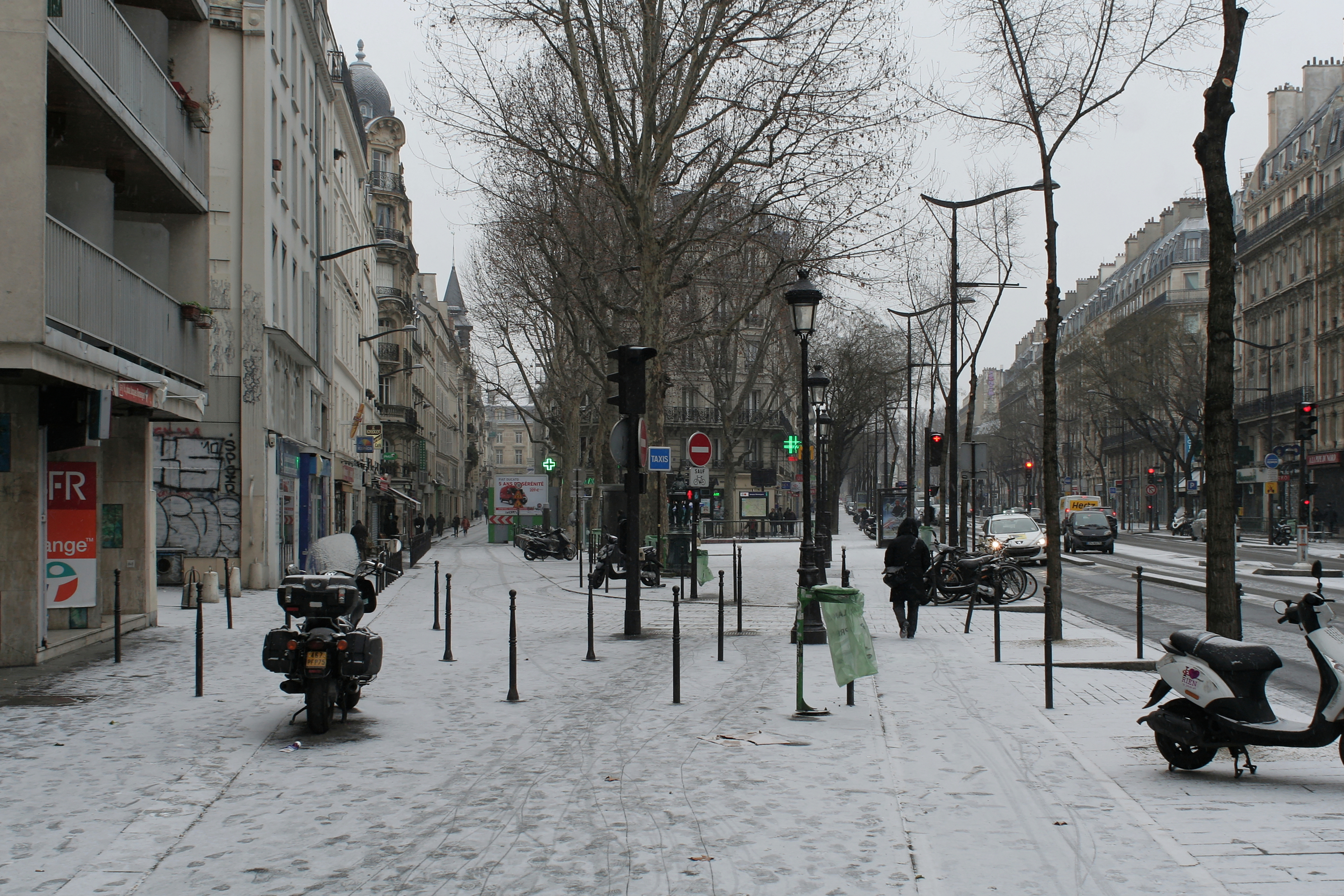
Place Jacques-Bonsergent.

En 1964, par décision du ministre des anciens combattants et victimes de guerre, il est reconnu comme « Mort pour la France ».
Le nom de Jacques Bonsergent est inscrit sur le monument aux morts de Missiriac, où il est né, et sur celui de Malestroit, où il est inhumé, mais aussi sur le monument commémoratif de l'École des Arts et Métiers à Angers, où il a étudié, sur le mémorial  (situé au cimetière de Créteil) de la prison du Cherche-Midi, où il était prisonnier, et sur une plaque commémorative sur le quai de la station de métro qui porte son nom.
La place Jacques-Bonsergent et la station Jacques Bonsergent de la ligne 5 du métro parisien, proches de son domicile (il résidait boulevard de Magenta), portent son nom depuis 1945-1946.
À Malestroit (Morbihan), où il est inhumé, une place et une salle municipale portent également son nom. Il existe également des rues à son nom dans son village natal de Missiriac, ainsi qu'à Lorient.
Le poème X... , français  a été écrit par Louis Aragon au sujet de Jacques Bonsergent, sans que son nom ne fût connu de l'auteur. Par la suite, le poète ajouta la dédicace : « à Jacques Bonsergent, vingt ans après ».
Le film documentaire De Nuremberg à Nuremberg évoque le destin tragique de Jacques Bonsergent mais en le confondant avec Jérôme Barzotti et l'image mondialement connue de L'Homme qui pleure.
En l'an 2000, le sculpteur André Monclus a réalisé un buste en bronze de Jacques Bonsergent, installé depuis dans le hall de la mairie de Malestroit. Une copie de ce buste orne également la « salle Jacques Bonsergent » salle de réunions au siège de la Société des ingénieurs Arts et Métiers à Paris.
Jacques Bonsergent repose au cimetière de Malestroit,.
Son frère, Gabriel Bonsergent, fut l'un des présidents du club sportif Lorient-Sports.
Les étudiants ingénieurs d'Arts et Métiers ParisTech sont invités, une fois par an, à assister à la cérémonie de ravivage de la flamme de l'Arc de triomphe. Dans l'esprit de commémoration de la mort de Jacques Bonsergent, symbole des gadzarts morts pour leur patrie, et dans le souvenir de leurs camarades morts durant la Première Guerre mondiale, ils déposent une gerbe de fleur au pied de la flamme, conjointement avec le président de la société des ingénieurs Arts et Métiers.